# 陳建真
陳建真（1988年6月21日—），臺灣女藝人、模特兒、演員。2011年她由商業展覽場模特兒Show Girl及中天電視綜藝節目《全民最大黨》舉牌模特兒出道。2013年成為臺灣中華職棒Lamigo桃猿隊的專屬啦啦隊LamiGirls成員。在2014年離開LamiGirls，轉往演藝工作發展，重要的作品包括2012年電視偶像劇《Pm10-Am03》、2016年電影《極樂宿舍》、2017年大愛電視劇《歡喜相逢》，以及2013年光良《給力》MV女主角，2015年還拍了《19種控制狂女友的病徵》、《便便時最怕遇到的12種狀況》等網路搞笑短片。2019年演出「包福娛樂」製作的網路喜劇《空姐忙什麼》及《空姐宅什麼》。2019年至2021年在Youtube頻道「葉氏特工Yes Ranger」製作的網路手遊《明日之後》廣告《我的活屍女友My Zombie Crush》第1集至第4集系列影片中擔任女主角飾演活屍女友。

## 演藝作品

### 電影
| 上映日期              | 劇名               | 導演   | 飾演          |
| 2016年7月29日（臺灣） | 《極樂宿舍》       | 林世勇 | 高達人的女伴1 |
| 2022年1月19日（臺灣） | 《再說一次我願意》 | 稅成鐸 | 路克前女友    |

### 電視劇
| 年份 | 播出頻道     | 劇名                                | 飾演            |
| 2012 | MTV          | 《PM10-AM03》                       | 車展小姐Tiffany |
| 2017 | 大愛電視     | 《歡喜相逢 （页面存档备份，存于）》 | 大一學生亭亭    |
| 2018 | 中華電視公司 | 《莒光園地—不完美演出》             | 軍官妻孫立美    |
| 2020 | 中華電視公司 | 《莒光園地—界限》                   | 法制官          |
| 2021 | 中華電視公司 | 《莒光園地—真相》                   | 後勤士蕭雅珮    |

### 音樂錄影帶
| 年份 | 歌手 | 專輯         | 歌曲 |
| 2013 | 光良 | 回憶裡的瘋狂 | 給力 |

### 平面出版
| 類型 | 年份 | 作品                                        |
| 雜誌 | 2013 | 《薇薇新娘雜誌》婚紗寫真                    |
| 雜誌 | 2016 | 《PChome 2016-5月號第244期》封面            |
| 雜誌 | 2016 | 《Esquir君子雜誌-2016八月》專訪及寫真       |
| 雜誌 | 2017 | 《FHM男人幫雜誌210期-2017年12月》專訪及寫真 |

### 網路影片
| 年份 | 頻道     | 片名 |
| 2014 | 譚頓公約 | 《前進吧！直男》 |
| 2015 | 譚頓公約 | 《我女友是方唐鏡》、《十九種控制狂女友的病徵》、《十五道分手後女友的白目行為》、《給男友的十大懲罰》、《秒懂：警匪片七大廢話》、《便便時最怕遇到的12種狀況》、《給女友的4大任務》遠傳電信廣告、《一句話惹毛減肥者》、《各種血型女生量體重時的反應》、《閃光情侶最噁的九大行為》                                   |
| 2015 | 瑭宜網多 | 《Voice Bank聲音銀行》 |
| 2016 | 戲引子   | 《一拳超人VS死侍》 |
| 2016 | 瑭宜網多 | 《光劍與水手服 Sailor Girl with Jedi Lightsaber Fight - Force Awakens》 |
| 2019 | 葉氏特工 | 《愛上活屍正妹My Zombie Crush》、《我的活屍女友2 My Zombie Crush 2》、《活屍辦公室》、《星座女神幫把妹卻反過來被搭訕的故事》、《週年派對第五人格真人版》 |
| 2020 | 葉氏特工 | 《我的活屍女友3 My Zombie Crush 3》、《活屍婚禮Mary a Zombie Girl》、《我的活屍女友4 My Zombie Crush 4》、《我的活屍女友 明日之後清單 My Zombie Crush The LifeAfter List》、《天堂M真人版【妖精的逆襲】》、《崩壞3rd第一人稱活屍真人版》、《創世神第一人稱真人版》、《絕世高手遇美女忍不住約泡湯的故事九州幻想M》 |
| 2021 | 葉氏特工 | 《NERF fights Zombies(Rescue Mission)》、《聖鬥士星矢真人版》、《我的活屍女友4 ft. 末日喧囂 My Zombie Crush 4 feat BlancoZone》、《Godzilla vs. Siren Head in real life 哥吉拉大戰警笛頭》、《小伙男扮女裝吃豆腐 竟是為了幫美女報仇?》、《Zombie Bus POV屍速公車第一人稱 混屍人》                                 |

### 商業廣告
| 年份 | 作品                                                   |
| 2015 | 《小美冰淇淋-年代篇》電視廣告                          |
| 2015 | 《豪門內衣-四角習題》劇情廣告                          |
| 2016 | 《茶裏王-異想系列-茶水間篇》電視廣告                   |
| 2016 | 《GNC優鎂鈣》電視廣告                                  |
| 2016 | 《Paktor拍拖交友APP》廣告                              |
| 2016 | 《台灣房屋一家人篇》廣告                               |
| 2016 | 《保力達冰火沙灘篇》廣告                               |
| 2017 | 《樺達硬喉糖-暢所欲言篇》廣告                          |
| 2017 | 《77乳加巧克力-同學會好有味道篇》廣告                  |
| 2017 | 《EasyCar-機車族男女夏日篇》廣告                       |
| 2017 | 《7ELEVEN iCash2.0-機運大不同篇》廣告                  |
| 2017 | 《CITY CAFE-DUCATI CORSE篇》廣告                       |
| 2019 | 《最好是Dr. Milker—小提琴篇》廣告                      |
| 2020 | 《樂事洋芋片-金呷平安家庭篇》廣告                      |
| 2021 | 《伊德爾家電-求婚篇》廣告、《密探零零發-線上遊戲》廣告 |

### 綜藝節目
- 2016年，《瘋神無雙》喜劇演員。
- 2019-2020年，《空姐忙什麼》及《空姐宅什麼》喜劇演員。

### 節目主持
- 2016年，《愛妃食我吧》網路美食介紹節目。
- 2016年，《覓食迹》網路旅遊美食節目。
- 2017年，《来吃来吃大胃王》網路美食綜藝節目(中國大陸)。
- 2017年，「台北TOP時裝設計大賞暨2017WFMT台灣設計師服裝秀」特派主持員。

### 游戏
- 2024年，《美女，请别影响我学习》。
- 2024年，《命運遊戲：逆時尋兇》。
- 2025年，《命运游戏2：百年之约》。
- 2025年，《美女，请别影响我成仙》。

## 外部連結
- 樂芙　Love的Facebook專頁
- 樂芙 Love的Instagram帳戶
- 乐芙-陈建真 微博Weibo （页面存档备份，存于）
- 陈漫漫漫来的哔哩哔哩个人空间